# Igreja de São Sebastião da Pedreira
A Igreja de São Sebastião da Pedreira é um templo católico situado no Largo de São Sebastião da Pedreira, na atual freguesia de Avenidas Novas, em Lisboa.
Igreja de construção seiscentista, tendo sido inaugurada em 1652, foi fundada no tempo do rei D. João IV, no sítio da Pedreira, sendo uma das raras sobreviventes do terramoto de 1755. Foi dedicada ao mártir cristão São Sebastião, cuja vida é retratada no teto e nos painéis de azulejos que forram as paredes.
Esta igreja foi classificada como IIP - Imóvel de Interesse Público pelo Decreto n.º 39 521, DG, I Série, n.º 21, de 30-01-1954.

## Descrição
Traduz uma linguagem severa "estilo chão", cuja fachada de duas torres sineiras, definidas por pilastras e cunhais de cantaria, é coroada por duplo frontão triangular. É servida por escadaria dupla, lateral, para vencer o desnível do adro, e surge rasgada por um portal emoldurado a cantaria, rematado por tímpano interrompido por um medalhão em baixo relevo com o emblema do santo padroeiro.
O interior, de nave única, revela uma decoração e um precioso recheio de arte barroca dos séculos XVII e XVIII, de certo modo inesperado face à secura do exterior, e que se integra dentro do conceito da 'arte total', tão específico dos programas decorativos portugueses da Idade Moderna; destacando-se: as obras de talha branca e dourada da capela-mor, de Estilo Nacional, devida ao entalhador Manuel João da Fonseca (1685); o património azulejar, nomeadamente o do início de Setecentos, alusivo a São Sebastião; as telas do sub-coro com a iconografia do referido santo, pintadas em 1740 por Jerónimo da Silva, que aqui demonstra ser um dos mais conceituados pintores de figura ativos em Lisboa na época joanina; a pintura em estuque do teto da nave, datada do fim do séc. XIX, alusiva ao orago, da autoria de João Câncio de Sousa; e um retábulo da "Última Ceia", na capela do Sacramento, pintado em 1814 por Cirilo Volkmar Machado (1748-1823), exposto na capela do Santíssimo Sacramento. O resultado é uma mistura de imagens azuis e brancas e detalhes dourados que surpreendem ao entrar, pois o exterior é simples e austero.

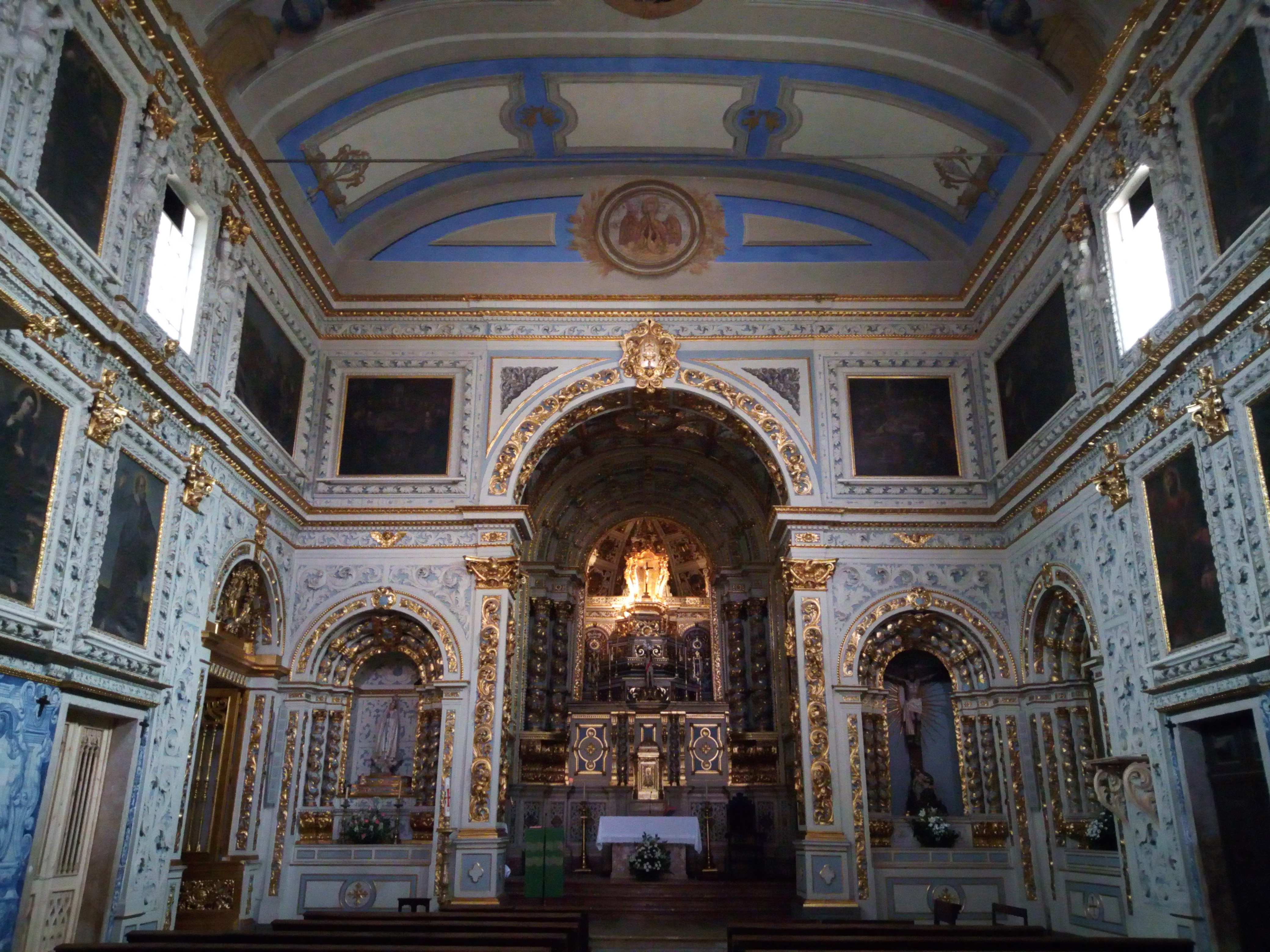
Interior da Igreja

Os efeitos do terramoto de 1755 foram nocivos, tendo desaparecido o tecto de caixotões de brutesco (1670) que cobria a nave e impondo muitas obras de restauro no templo, mas ainda resta, da campanha anterior a 1755, a obra do coro barroco, com colunas de elegância berniniesca, em pedra acinzentada, suportando uma balaustrada, que remete para campanha barroca do início do século XVIII.
Na capela-mor, encontra-se o túmulo de D. João Bermudes, patriarca de Alexandria e Etiópia, falecido em 1570, que procede da anterior ermida.